# Territorio de Acre
El Territorio de Acre (en portugués brasileño Territorio do Acre) fue un territorio federal brasileño creado el mes de febrero de 1904, de acuerdo con el Decreto-Ley nº 5206, y fue elevado a la categoría de estado el 15 de junio de 1962 por medio de la ley nº 4070. Era equivalente al actual estado de Acre. 

## Historia
Acre fue el primer territorio federal brasileño en ser creado. Fue en el mes de febrero de 1904 que el congreso de Brasil dio el visto bueno al gobierno federal para que organizara la región recién anexada tras la guerra del Acre. La región del Acre era a principios del siglo XX una de las mayores productoras del caucho de mejor calidad del mercado internacional, por lo que para el gobierno brasileño era de vital importancia controlar una de las mayores recaudaciones de impuestos del país. Con tal objetivo, se creó el sistema de los territorios federales, que mezclaba los modelos norteamericano, argentino y boliviano, alegando la necesidad de asumir los gastos derivados del tratado de Petrópolis.
El nuevo régimen no preveía ninguna forma de participación de la sociedad acreana en la gestión del poder político y administrativo regional. Los alcaldes de los tres departamentos (Alto-Acre, Alto-Purus y Alto-Juruá) en que fue dividido el territorio eran nombrados directamente por el presidente de la República. Además, no se creó ningún tipo de poder legislativo, ya que las leyes que regían a Acre eran federales, y el poder judicial estaba situado en Manaus, a miles de kilómetros de distancia de las tierras acreanas. Aparte, la asignación destinada al gobierno del Acre era irrisoria en comparación con los ingresos obtenidos de los impuestos sobre el caucho.
Los prefectos departamentales nombrados para gobernar el Acre eran militares y/o políticos de otras regiones del país. Entre 1904 y 1908 todas las tentativas hechas en el congreso nacional para promover cambios en este régimen político administrativo fueron sofocadas por el gobierno federal. Como resultado de esto, en 1909 se organizó una revuelta en Cruzeiro do Sul cuyo objetivo primario era convertir el territorio en un estado federal; esta duró hasta septiembre de 1910 cuando fue sofocada por las tropas gubernamentales. Nuevas revueltas se sucedieron en 1912 (Purús) y 1918 (Río Branco).
Sin embargo la crisis económica del caucho amazónico fue avasalladora para Acre y sofocó los anhelos autonomistas. La lucha autonomista perduró hasta 1962, cuando finalmente el territorio se convirtió en estado de la federación por medio de la ley nº 4 070. El primer gobernador del nuevo estado fue el acreano José Augusto de Araújo.